# Elsa Einstein

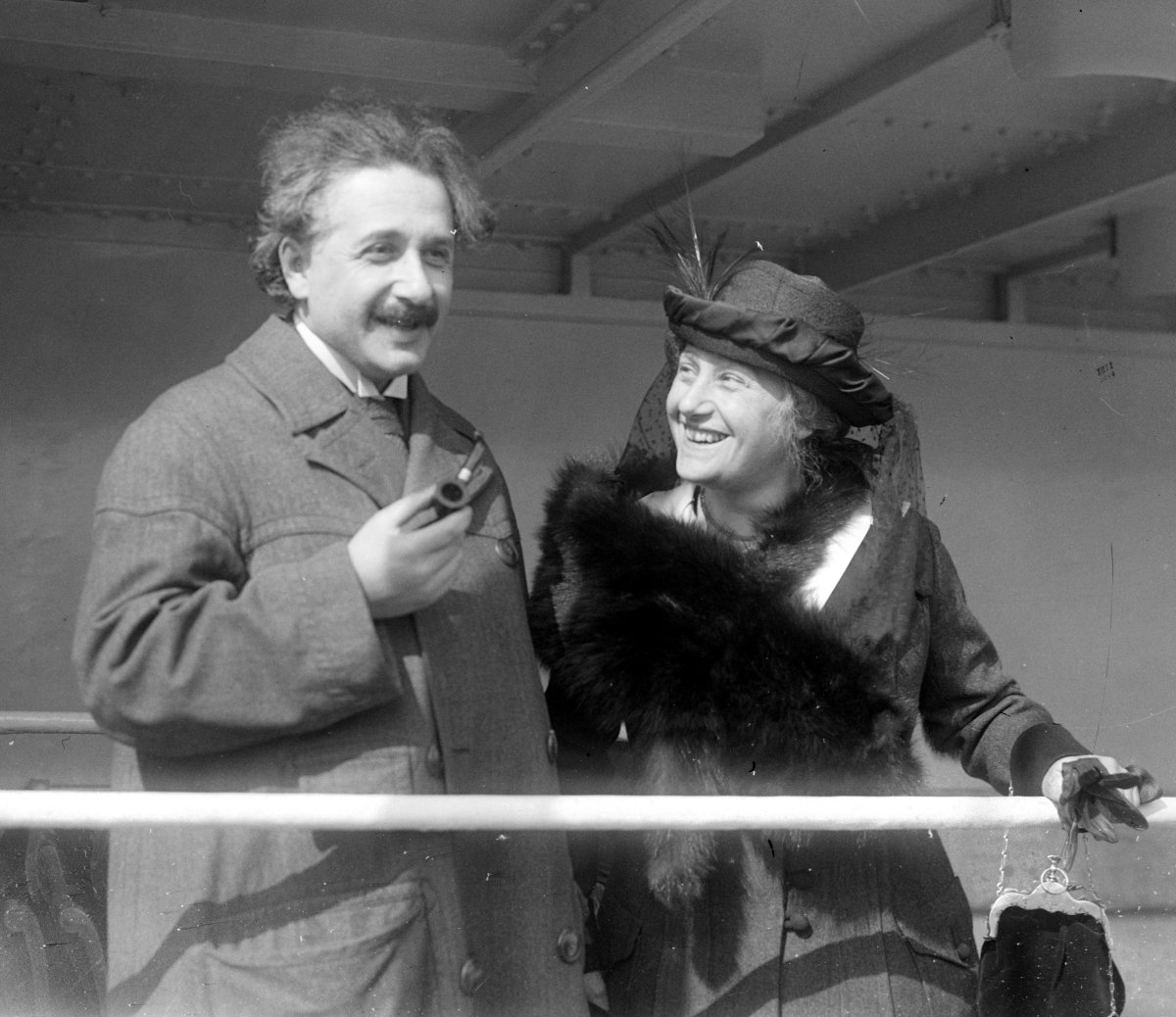
Elsa en Albert Einstein

Elsa Einstein (Hechingen, 18 januari 1876 – Princeton (New Jersey), 20 december 1936) was de tweede vrouw en nicht en achternicht van Albert Einstein.
Elsa Einstein werd geboren in Hechingen als dochter van Rudolf Einstein en Fanny Koch. Ze had twee zussen, Paula (1878-ca. 1955) en Hermine (1872-1942). Via haar vader, een neef van Alberts vader, was ze een achternicht van Albert. Via haar moeder, een zus van Alberts moeder, was ze een nicht van Albert. Rudolf was een textielfabrikant in Hechingen. Tijdens ontmoetingen met de familie in München speelde ze vaak met haar neef en achterneef Albert. In haar Zwabisch dialect noemde ze hem "Albertle". Nadat Albert Einstein in 1894 Duitsland had verlaten en met zijn familie in Milaan was gaan wonen, scheidden hun wegen.
In 1896 trouwde Elsa met de textielhandelaar Max Löwenthal (1864-1914), uit Berlijn. Met hem kreeg ze drie kinderen: dochters Ilse en Margot en een zoon die kort na zijn geboorte in 1903 reeds overleed. Ze scheidde van Max in 1908 en vertrok met haar twee dochters naar een appartement in Berlijn.
Rond 1912 begon ze een relatie met haar neef Albert op te bouwen en trouwde met hem op 2 juni 1919; Albert Einstein was net gescheiden van Mileva Marić. Ilse en Margot, die reeds de achternaam Einstein hadden aangenomen, werden zo Alberts stiefdochters.
In 1933 emigreerden Albert en Elsa Einstein naar Princeton in de Verenigde Staten. In herfst 1935 verhuisden ze naar Mercer Street. Kort daarna werd Elsa ernstig ziek en overleed ze thuis op 20 december 1936.